# El sexo débil ha hecho gimnasia
El sexo débil ha hecho gimnasia es una obra de teatro española en dos actos, escrita en verso y prosa por Enrique Jardiel Poncela, y estrenada en el Teatro de la Comedia de Madrid el 4 de octubre de 1946. La obra le valió al actor el Premio Nacional de Teatro.

## Sinopsis
La pieza relata, en tono de humor, los avances de la incorporación de la mujer a la sociedad civil, en la España de mediados del siglo XX. El primer acto, parcialmente escrito en verso, se desarrolla en 1846 y refleja la situación social de la mujer de ese momento, que contrasta con la del acto segundo, la de 100 años después.

## Representaciones destacadas
- Teatro (estreno, en 1946). Intérpretes: Milagros Leal, Rosalía Abolio, Adela Corado, Herminia Lemos, Charo Soriano, Antonio Riquelme, José Orjas.

- Televisión: 2 de mayo de 1979, en el espacio Estudio 1, de TVE. Intérpretes: Covadonga Cadenas, Marta Puig, Isabel María Pérez, Emiliano Redondo, Elena María Tejeiro, María Elena Flores, Jesús Enguita.